# Micromyzodium spinulosum
Micromyzodium spinulosum är en insektsart. Micromyzodium spinulosum ingår i släktet Micromyzodium och familjen långrörsbladlöss. Inga underarter finns listade i Catalogue of Life.